# Serdar Geldiýew
Serdar Orazmuhammedowiç Geldiýew (ur. 1 października 1987) – turkmeński piłkarz grający na pozycji pomocnika. Od 2015 roku jest zawodnikiem klubu Altyn Asyr Aszchabad.

## Kariera piłkarska
Swoją karierę piłkarską Geldiýew rozpoczął w klubie HTTU Aszchabad, w którym w 2005 roku zadebiutował w pierwszej lidze turkmeńskiej. W 2005 roku wywalczył z nim mistrzostwo kraju, a w 2006 roku sięgnął po dublet - mistrzostwo i Puchar Turkmenistanu.
W 2007 roku Geldiýew przeszedł do Aşgabat FK. W latach 2007 i 2008 wywalczył z nim mistrzostwo kraju. W 2010 roku grał w Balkanie Balkanabat, z którym wywalczył dublet (mistrzostwo i puchar). W latach 2011–2013 ponownie grał w Aşgabat FK.
W 2013 roku Geldiýew został zawodnikiem Ahal FK. W 2013 i 2014 roku zdobył z nim dwa Puchary Turkmenistanu.
W 2015 roku Geldiýew przeszedł do Altyn Asyr Aszchabad. W latach 2015–2018 czterokrotnie z rzędu wywalczył tytuł mistrza Turkmenistanu. Zdobył też krajowy puchar w latach 2015 i 2016.

## Kariera reprezentacyjna
W reprezentacji Turkmenistanu Geldiýew zadebiutował 18 maja 2008 roku w przegranym 1:2 towarzyskim meczu z Omanem. W 2019 roku powołano go do kadry na Puchar Azji.